# Goeree-Overflakkee

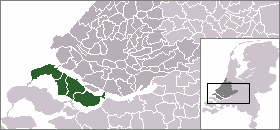
Mapa da ilha

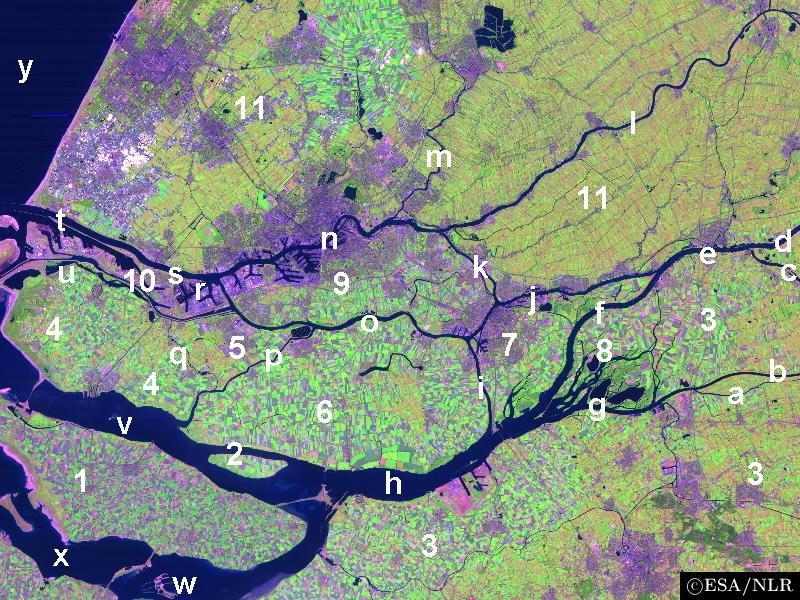
Mapa de satélite da região.

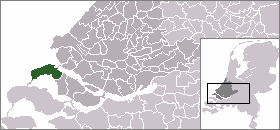
Goedereede

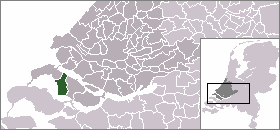
Dirksland

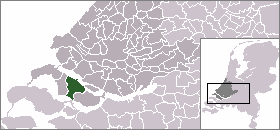
Middelharnis

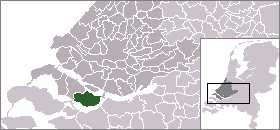
Oostflakkee

Goeree-Overflakkee é uma ilha formada por delta de rio na província de Holanda do Sul, Países Baixos.
Inclui os municípios de Goedereede, Dirksland, Middelharnis e Oostflakkee.